# Tristagma atreucoense
Tristagma atreucoense är en amaryllisväxtart som beskrevs av Pierfelice Ravenna. Tristagma atreucoense ingår i släktet Tristagma och familjen amaryllisväxter. Inga underarter finns listade i Catalogue of Life.